# Berzence
Berzence é uma vila da Hungria, situada no condado de Somogy. Tem 53,76 km² de área e sua população em 2019 foi estimada em 2.574 habitantes.